# هایکاز آصلانیان
هایکاز (هایک) گابریلی اصلانیان (ارمنی: Հայկազ (Հայկ) Գաբրիելի Ասլանյան؛  مهٔ ۱۹۰۳ - درگذشته ۶ اکتبر ۱۹۸۰) نویسنده و فلسفه‌پژوه استاد اهل ارمنستان بود. وی در مه ۱۹۰۳ در کوغب به دنیا آمد . وی برنده جوایزی همچون دانشمند شایسته ارمنستان شوروی () شد. وی در ۶ اکتبر ۱۹۸۰ در سن ۷۷ سالگی در ایروان درگذشت.

## زندگی‌نامه
در روستای کوغب از استان سورمالوی به دنیا آمد. در زادگاهش به تحصیل پرداخت و سپس به تدریس روی آورد. وی از ۱۹۵۶ تا ۱۹۶۹م رئیس بخش فلسفه و از ۱۹۶۹م به رئیس بخش ماتریالیسم دانشگاه ایروان شد. در ۱۹۶۷م به رتبهٔ پروفسوری نایل آمد. او در ۱۹۳۰م کتابی درسی به فارسی با نام دیالکتیک ماتریالیسم نوشته که احتمالاً برای دانش‌آموزان زبان فارسی ایروان بوده و گویا نخستین اثر فارسی در این زمینه است.

## یادداشت
1. ↑  փիլիսոփայական գիտությունների դոկտոր